# Plagithmysus fugitivus
Plagithmysus fugitivus là một loài bọ cánh cứng trong họ Cerambycidae.